# Cadre-71/2-Europameisterschaft 1960

Logo CEB (ausrichtender Verband)

Veranstaltungsort: Murcia

Die Cadre-71/2-Europameisterschaft 1960 war das 15. Turnier in dieser Disziplin des Karambolagebillards und fand vom 6. bis zum 9. April 1960 in Murcia statt. Es war die dritte Cadre-71/2-Europameisterschaft in Spanien.

## Geschichte
Wieder ungeschlagen sicherte sich Emile Wafflard seinen vierten EM-Titel im Cadre 71/2. Er spielte auch alle Turnierbestleistungen. Die Höchstserie von ihm war kein neuer Europarekord, weil Joseph Vervest bei der Cadre-71/2-Weltmeisterschaft in Berlin 252 Punkte erzielt hatte. Durch René Vingerhoedt, der Zweiter wurde, bestätigte sich wieder einmal das Belgien die führende Billardnation ist. Der deutsche Meister Siegfried Spielmann wurde in diesem Turnier nur Letzter. Besser machte es der Bottroper Norbert Witte der mit 50,00 einen hervorragenden BED erzielte. Es war sogar mehr möglich. In seiner Partie gegen Joaquín Domingo verfehlte er bei 262 in der dritten Aufnahme eine einfache Position und benötigte noch weitere drei Aufnahmen für den Sieg. 

## Turniermodus
Hier wurde im Round Robin System bis 300 Punkte gespielt. Es wurde mit Nachstoß gespielt. Damit waren Unentschieden möglich.
Bei MP-Gleichstand (außer bei Punktgleichstand beim Sieger) wird in folgender Reihenfolge gewertet:
1. MP = Matchpunkte
2. GD = Generaldurchschnitt
3. HS = Höchstserie

## Abschlusstabelle

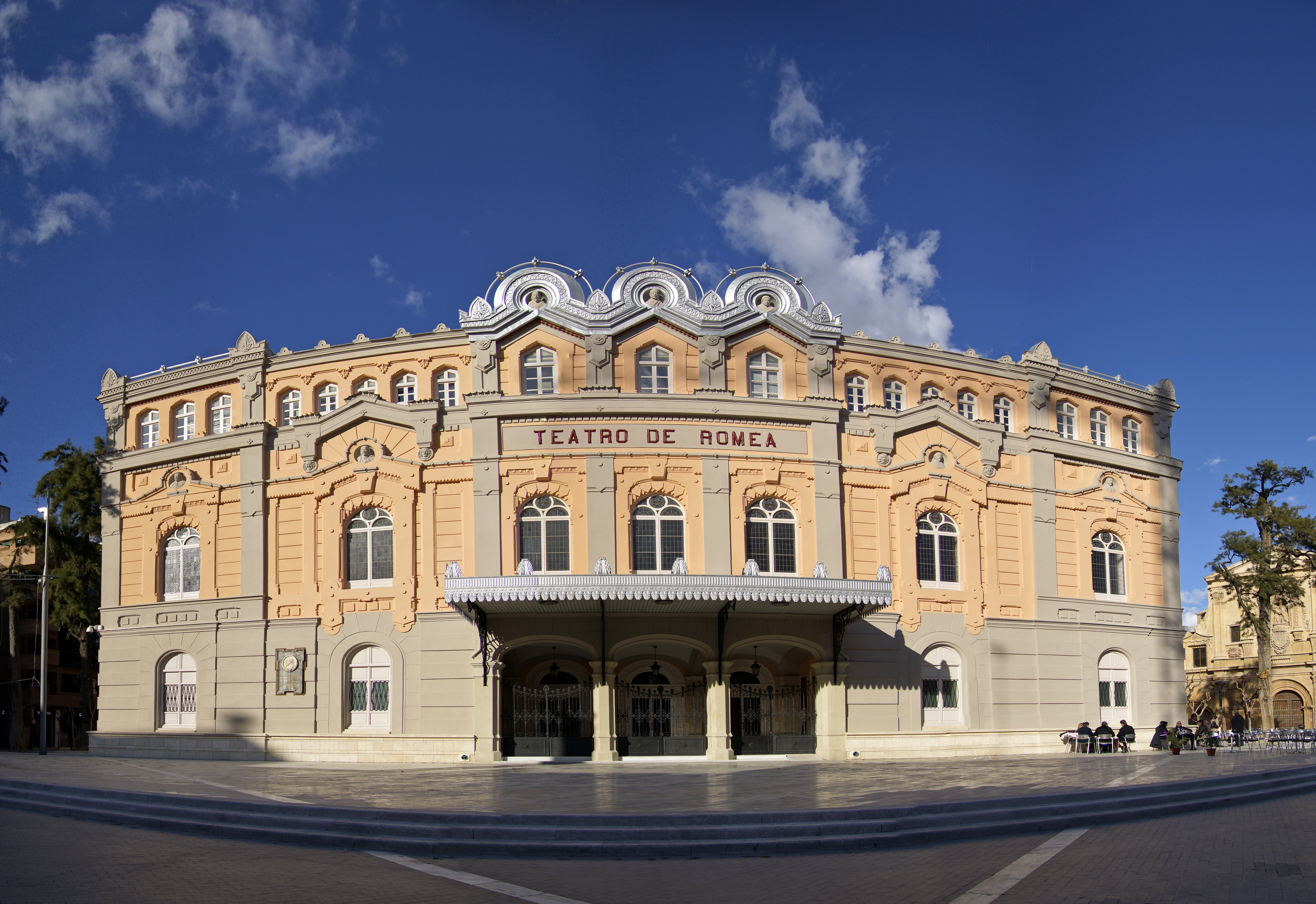
Teatro Romea

| MP    | Match Points (Sieger = 2; Unentschieden = 1; Verlierer = 0) |
| Pkte. | Erzielte Karambolagen                                       |
| Aufn. | Benötigte Versuche                                          |
| GD    | Generaldurchschnitt                                         |
| BED   | Bester Einzeldurchschnitt eines Spielers                    |
| HS    | Höchstserie                                                 |
|       | Bester GD des Turniers                                      |
|       | Bester ED des Turniers                                      |
|       | Beste HS des Turniers                                       |
|       | 1. Platz (Gold)                                             |
|       | 2. Platz (Silber)                                           |
|       | 3. Platz (Bronze)                                           |

| Platz                      | Name                 | MP   | Pkte. | Aufn. | GD    | BED    | HS  |
| -------------------------- | -------------------- | ---- | ----- | ----- | ----- | ------ | --- |
| 1                          | Emile Wafflard       | 14:0 | 2100  | 77    | 27,27 | 100,00 | 224 |
| 2                          | René Vingerhoedt     | 10:4 | 1801  | 84    | 21,44 | 50,00  | 146 |
| 3                          | Tini Wijnen          | 10:4 | 1837  | 108   | 17,00 | 30,00  | 169 |
| 4                          | Joaquín Domingo      | 7:7  | 1796  | 107   | 16,78 | 33,33  | 171 |
| 5                          | Norbert Witte        | 6:8  | 1379  | 114   | 12,09 | 50,00  | 117 |
| 6                          | José Alvarez Ossorio | 4:10 | 1662  | 129   | 12,88 | 15,78  | 106 |
| 7                          | Robert Guyot         | 3:11 | 1394  | 117   | 11,91 | 16,66  | 72  |
| 8                          | Siegfried Spielmann  | 2:12 | 1729  | 114   | 15,16 | 42,85  | 131 |
| Turnierdurchschnitt: 16,11 |                      |      |       |       |       |        |     |